# Matratinea rufulicaput
Matratinea rufulicaput is een vlinder uit de familie echte motten (Tineidae). De wetenschappelijke naam is voor het eerst geldig gepubliceerd in 1990 door Sziraki & Szocs.
De soort komt voor in Europa.